# شركة الخليج الفارسي لصناعة البتروكيماويات
شركة الخليج الفارسي لصناعة البتروكيماويات (بالفارسية: شرکت صنایع پتروشیمی خلیج فارس) هي شركة إيرانية قابضة عامة . تنشط بشكل رئيسي في الاستثمار وإدارة مصانع معالجة الغاز الطبيعي والمصانع الكيماوية والنفط والبوليمر.
تم بناؤه من قبل الشركة الوطنية للبتروكيماويات في عام 2011 برأسمال 800 مليار تومان. كانت ثاني أكثر الشركات الإيرانية ربحية في عام 2015.  وهي ثاني أكبر شركة بتروكيماويات بعد سابك في الشرق الأوسط.  حققت الشركة عائدات إجمالية بلغت 1.2 مليار دولار خلال الأشهر الثلاثة الأولى (الربع الأول) من عام 2018. 
فرضت وزارة الخزانة الأمريكية عقوبات على الشركة لمساعدتها قاعدة خاتم الأنبياء في عام 2019. 
في عام 2019 احتلت المرتبة 35 في قائمة أفضل 100 شركة كيميائية في أي سي أي أس 